# Вимпел (селище)
Ви́мпел (рос. Вымпел) — селище у складі Рубцовського району Алтайського краю, Росія. Входить до складу Безрукавської сільської ради.

## Населення
Населення — 174 особи (2010; 156 у 2002).
Національний склад (станом на 2002 рік):
- росіяни — 93 %